# Háj (Žilina)
Háj é um município da Eslováquia, situado no distrito de Turčianske Teplice, na região de Žilina. Tem 9,33 km² de área e sua população em 2018 foi estimada em 483 habitantes.

## Demografia
| Ano:        | 1994 | 2004   | 2014   | 2024   |
| ----------- | ---- | ------ | ------ | ------ |
| Broj ljudi: | 446  | 478    | 457    | 469    |
| Razlika:    |      | +7,17% | -4,39% | +2,62% |

| Ano:               | 2023 | 2024   |
| ------------------ | ---- | ------ |
| Número de pessoas: | 464  | 469    |
| Diferença:         |      | +1,07% |